# Liste der Gebietsänderungen in Sachsen (DDR)
Diese Liste der Gebietsänderungen in Sachsen (DDR) führt Änderungen der Gemeindegebiete des Landes Sachsen der DDR in der Zeit vom 7. Oktober 1949 bis zum 24. Juli 1952 mit dem Haupttermin am 1. Juli 1950 auf. Dazu zählen unter anderem Zusammenschlüsse und Trennungen von Gemeinden, Eingliederungen von Gemeinden in eine andere, Änderungen des Gemeindenamens und größere Umgliederungen von Teilen einer Gemeinde in eine andere.

## Legende
- Datum: juristisches Wirkungsdatum der Gebietsänderung
- Gemeinde vor der Änderung: Gemeinde vor der Gebietsänderung
- Maßnahme: Art der Änderung
- Gemeinde nach der Änderung: Gemeinde nach der Gebietsänderung
- Landkreis: Landkreis der Gemeinde nach der Gebietsänderung
- OT: Ortsteil

Die Sortierung erfolgt chronologisch: Datum, Stadtkreis, Landkreis, aufnehmende oder neu gebildete Gemeinde. Heute noch bestehende Gemeinden sind farbig unterlegt.

## Liste
| Datum      | Gemeinde vor der Änderung | Maßnahme                                                                       | Gemeinde nach der Änderung                                                     | Landkreis                                                                      |
| ---------- | --- | ------------------------------------------------------------------------------ | ------------------------------------------------------------------------------ | ------------------------------------------------------------------------------ |
| 07.10.1949 | Beitritt des Landes zur DDR 29 Landkreise, 6 Stadtkreise                                                                             | Beitritt des Landes zur DDR 29 Landkreise, 6 Stadtkreise                       | Beitritt des Landes zur DDR 29 Landkreise, 6 Stadtkreise                       | Beitritt des Landes zur DDR 29 Landkreise, 6 Stadtkreise                       |
| 01.01.1950 | Cunnertswalde | Eingliederung                                                                  | Bärnsdorf                                                                      | Dresden                                                                        |
| 01.01.1950 | Thümmlitz | Eingliederung                                                                  | Cannewitz                                                                      | Grimma                                                                         |
| 01.01.1950 | Wantewitz | Eingliederung                                                                  | Gävernitz                                                                      | Großenhain                                                                     |
| 27.01.1950 | Werminghoff | Namensänderung                                                                 | Knappenrode                                                                    | Hoyerswerda                                                                    |
| 01.07.1950 | Kreisneugliederung 29 Landkreise, 6 Stadtkreise → 28 Landkreise, 6 Stadtkreise                                                       | Kreisneugliederung 29 Landkreise, 6 Stadtkreise → 28 Landkreise, 6 Stadtkreise | Kreisneugliederung 29 Landkreise, 6 Stadtkreise → 28 Landkreise, 6 Stadtkreise | Kreisneugliederung 29 Landkreise, 6 Stadtkreise → 28 Landkreise, 6 Stadtkreise |
| 01.07.1950 | Adelsberg Erfenschlag Glösa Harthau Rabenstein Siegmar-Schönau                                                                       | Eingliederung                                                                  | Chemnitz                                                                       | –                                                                              |
| 01.07.1950 | Hellerau Hosterwitz Klotzsche Niederpoyritz Niedersedlitz Oberpoyritz Pillnitz Söbrigen Wilschdorf bei Dresden Zschachwitz Zschieren | Eingliederung                                                                  | Dresden                                                                        | –                                                                              |
| 01.07.1950 | Oberlosa Stöckigt Thiergarten Unterlosa                                                                                              | Eingliederung                                                                  | Plauen                                                                         | –                                                                              |
| 01.07.1950 | Oberstützengrün Unterstützengrün | Zusammenschluss                                                                | Stützengrün                                                                    | Aue                                                                            |
| 01.07.1950 | Brunn | Eingliederung                                                                  | Auerbach/Vogtl.                                                                | Auerbach                                                                       |
| 01.07.1950 | Dorfstadt | Eingliederung                                                                  | Falkenstein/Vogtl.                                                             | Auerbach                                                                       |
| 01.07.1950 | Pfaffengrün | Eingliederung                                                                  | Hartmannsgrün                                                                  | Auerbach                                                                       |
| 01.07.1950 | Brunndöbra Sachsenberg-Georgenthal                                                                                                   | Eingliederung                                                                  | Klingenthal/Sa.                                                                | Auerbach                                                                       |
| 01.07.1950 | Neudorf Poppengrün | Eingliederung                                                                  | Neustadt/Vogtl.                                                                | Auerbach                                                                       |
| 01.07.1950 | Unterlauterbach | Eingliederung                                                                  | Oberlauterbach                                                                 | Auerbach                                                                       |
| 01.07.1950 | Vogelsgrün | Eingliederung                                                                  | Schnarrtanne                                                                   | Auerbach                                                                       |
| 01.07.1950 | Gottesberg | Eingliederung                                                                  | Tannenbergsthal                                                                | Auerbach                                                                       |
| 01.07.1950 | Gospersgrün Veitenhäuser Wetzelsgrün                                                                                                 | Eingliederung                                                                  | Treuen                                                                         | Auerbach                                                                       |
| 01.07.1950 | Schönau | Eingliederung                                                                  | Trieb/Vogtl.                                                                   | Auerbach                                                                       |
| 01.07.1950 | Röthenbach | Eingliederung                                                                  | Wildenau                                                                       | Auerbach                                                                       |
| 01.07.1950 | Dubrauke | Eingliederung                                                                  | Baruth                                                                         | Bautzen                                                                        |
| 01.07.1950 | Teichnitz | Eingliederung                                                                  | Bautzen                                                                        | Bautzen                                                                        |
| 01.07.1950 | Belmsdorf | Eingliederung                                                                  | Bischofswerda                                                                  | Bautzen                                                                        |
| 01.07.1950 | Gleina | Eingliederung                                                                  | Buchwalde                                                                      | Bautzen                                                                        |
| 01.07.1950 | Grubschütz | Eingliederung                                                                  | Doberschau                                                                     | Bautzen                                                                        |
| 01.07.1950 | Zockau | Eingliederung                                                                  | Gaußig                                                                         | Bautzen                                                                        |
| 01.07.1950 | Ebendörfel | Eingliederung                                                                  | Großpostwitz/O.L.                                                              | Bautzen                                                                        |
| 01.07.1950 | Wartha | Eingliederung                                                                  | Guttau                                                                         | Bautzen                                                                        |
| 01.07.1950 | Baschütz Rabitz | Eingliederung                                                                  | Jenkwitz                                                                       | Bautzen                                                                        |
| 01.07.1950 | Eutrich | Eingliederung                                                                  | Königswartha                                                                   | Bautzen                                                                        |
| 01.07.1950 | Soritz | Eingliederung                                                                  | Kubschütz                                                                      | Bautzen                                                                        |
| 01.07.1950 | Großdöbschütz Mönchswalde Singwitz                                                                                                   | Zusammenschluss                                                                | Obergurig                                                                      | Bautzen                                                                        |
| 01.07.1950 | Niederfrankenhain Oberfrankenhain | Zusammenschluss                                                                | Frankenhain                                                                    | Borna                                                                          |
| 01.07.1950 | Rüdigsdorf | Eingliederung                                                                  | Kohren-Sahlis                                                                  | Borna                                                                          |
| 01.07.1950 | Seifersdorf | Eingliederung                                                                  | Leukersdorf/Erzgeb.                                                            | Chemnitz                                                                       |
| 01.07.1950 | Limbach Oberfrohna | Zusammenschluss                                                                | Limbach-Oberfrohna                                                             | Chemnitz                                                                       |
| 01.07.1950 | Oelsengrund | Eingliederung                                                                  | Breitenau                                                                      | Dippoldiswalde                                                                 |
| 01.07.1950 | Wittgensdorf | Eingliederung                                                                  | Gombsen                                                                        | Dippoldiswalde                                                                 |
| 01.07.1950 | Reinberg | Eingliederung                                                                  | Oberhäslich                                                                    | Dippoldiswalde                                                                 |
| 01.07.1950 | Paulshain | Eingliederung                                                                  | Ruppendorf                                                                     | Dippoldiswalde                                                                 |
| 01.07.1950 | Naundorf | Eingliederung                                                                  | Schmiedeberg                                                                   | Dippoldiswalde                                                                 |
| 01.07.1950 | Elend | Eingliederung                                                                  | Ulberndorf                                                                     | Dippoldiswalde                                                                 |
| 01.07.1950 | Georgenfeld Zinnwald | Zusammenschluss                                                                | Zinnwald-Georgenfeld                                                           | Dippoldiswalde                                                                 |
| 01.07.1950 | Schmalbach | Eingliederung                                                                  | Berbersdorf                                                                    | Döbeln                                                                         |
| 01.07.1950 | Leuterwitz Nicollschwitz | Eingliederung                                                                  | Bockelwitz                                                                     | Döbeln                                                                         |
| 01.07.1950 | Gärtitz Masten Zschäschütz | Eingliederung                                                                  | Döbeln                                                                         | Döbeln                                                                         |
| 01.07.1950 | Kleinmockritz Prüfern | Eingliederung                                                                  | Dreißig                                                                        | Döbeln                                                                         |
| 01.07.1950 | Redemitz | Eingliederung                                                                  | Gadewitz                                                                       | Döbeln                                                                         |
| 01.07.1950 | Göldnitz | Eingliederung                                                                  | Gallschütz                                                                     | Döbeln                                                                         |
| 01.07.1950 | Crumbach Ottendorf | Eingliederung                                                                  | Hainichen                                                                      | Döbeln                                                                         |
| 01.07.1950 | Aschershain Diedenhain | Eingliederung                                                                  | Hartha                                                                         | Döbeln                                                                         |
| 01.07.1950 | Naußlitz Ossig Zweinig | Eingliederung                                                                  | Haßlau                                                                         | Döbeln                                                                         |
| 01.07.1950 | Binnewitz | Eingliederung                                                                  | Jahna                                                                          | Döbeln                                                                         |
| 01.07.1950 | Heyda | Eingliederung                                                                  | Knobelsdorf                                                                    | Döbeln                                                                         |
| 01.07.1950 | Dobernitz | Eingliederung                                                                  | Kroptewitz                                                                     | Döbeln                                                                         |
| 01.07.1950 | Keiselwitz | Eingliederung                                                                  | Leipnitz                                                                       | Döbeln                                                                         |
| 01.07.1950 | Neudorf | Eingliederung                                                                  | Mannsdorf                                                                      | Döbeln                                                                         |
| 01.07.1950 | Neuhausen | Eingliederung                                                                  | Meinsberg                                                                      | Döbeln                                                                         |
| 01.07.1950 | Präbschütz | Eingliederung                                                                  | Mochau                                                                         | Döbeln                                                                         |
| 01.07.1950 | Muschau | Eingliederung                                                                  | Motterwitz                                                                     | Döbeln                                                                         |
| 01.07.1950 | Hetzdorf | Eingliederung                                                                  | Naundorf                                                                       | Döbeln                                                                         |
| 01.07.1950 | Kattnitz | Eingliederung                                                                  | Noschkowitz                                                                    | Döbeln                                                                         |
| 01.07.1950 | Hermsdorf | Eingliederung                                                                  | Oberranschütz                                                                  | Döbeln                                                                         |
| 01.07.1950 | Trebanitz Wutzschwitz | Eingliederung                                                                  | Ostrau                                                                         | Döbeln                                                                         |
| 01.07.1950 | Altleisnig Marschwitz Seidewitz | Eingliederung                                                                  | Polditz                                                                        | Döbeln                                                                         |
| 01.07.1950 | Görnitz Korpitzsch | Eingliederung                                                                  | Polkenberg                                                                     | Döbeln                                                                         |
| 01.07.1950 | Mischütz | Eingliederung                                                                  | Simselwitz                                                                     | Döbeln                                                                         |
| 01.07.1950 | Saalbach | Eingliederung                                                                  | Steina                                                                         | Döbeln                                                                         |
| 01.07.1950 | Gertitzsch | Eingliederung                                                                  | Theeschütz                                                                     | Döbeln                                                                         |
| 01.07.1950 | Nauhain | Eingliederung                                                                  | Wendishain                                                                     | Döbeln                                                                         |
| 01.07.1950 | Wettersdorf | Eingliederung                                                                  | Wetterwitz                                                                     | Döbeln                                                                         |
| 01.07.1950 | Bennewitz Eichardt | Eingliederung                                                                  | Zaschwitz                                                                      | Döbeln                                                                         |
| 01.07.1950 | Forchheim | Eingliederung                                                                  | Ziegra                                                                         | Döbeln                                                                         |
| 01.07.1950 | Lüttewitz | Eingliederung                                                                  | Zschaitz                                                                       | Döbeln                                                                         |
| 01.07.1950 | Zschörnewitz | Eingliederung                                                                  | Zschepplitz                                                                    | Döbeln                                                                         |
| 01.07.1950 | Cunnersdorf b. Kaitz | Eingliederung                                                                  | Bannewitz                                                                      | Dresden                                                                        |
| 01.07.1950 | Merbitz Podemus Rennersdorf | Eingliederung                                                                  | Brabschütz                                                                     | Dresden                                                                        |
| 01.07.1950 | Pennrich Zöllmen | Eingliederung                                                                  | Gompitz                                                                        | Dresden                                                                        |
| 01.07.1950 | Krieschendorf | Eingliederung                                                                  | Malschendorf                                                                   | Dresden                                                                        |
| 01.07.1950 | Ortelsdorf | Eingliederung                                                                  | Gunnersdorf                                                                    | Flöha                                                                          |
| 01.07.1950 | Falkenberg Tuttendorf | Eingliederung                                                                  | Conradsdorf                                                                    | Freiberg                                                                       |
| 01.07.1950 | Wolfsgrund | Eingliederung                                                                  | Dorfchemnitz b. Sayda                                                          | Freiberg                                                                       |
| 01.07.1950 | Rothenfurth | Eingliederung                                                                  | Großschirma                                                                    | Freiberg                                                                       |
| 01.07.1950 | Dittersbach b. Sayda | Eingliederung                                                                  | Neuhausen/Erzgeb.                                                              | Freiberg                                                                       |
| 01.07.1950 | Oberschaar | Eingliederung                                                                  | Niederschöna                                                                   | Freiberg                                                                       |
| 01.07.1950 | Wegefarth | Eingliederung                                                                  | Oberschöna                                                                     | Freiberg                                                                       |
| 01.07.1950 | Schönfeld | Eingliederung                                                                  | Pfaffroda b. Sayda                                                             | Freiberg                                                                       |
| 01.07.1950 | Ullersdorf | Eingliederung                                                                  | Sayda                                                                          | Freiberg                                                                       |
| 01.07.1950 | Linda | Eingliederung                                                                  | St. Michaelis                                                                  | Freiberg                                                                       |
| 01.07.1950 | Langenrinne | Eingliederung                                                                  | Zug                                                                            | Freiberg                                                                       |
| 01.07.1950 | Franken Schlagwitz | Eingliederung                                                                  | Dürrenuhlsdorf                                                                 | Glauchau                                                                       |
| 01.07.1950 | Tirschheim | Eingliederung                                                                  | Kuhschnappel                                                                   | Glauchau                                                                       |
| 01.07.1950 | Seiferitz | Eingliederung                                                                  | Meerane                                                                        | Glauchau                                                                       |
| 01.07.1950 | Harthau Neukirchen | Eingliederung                                                                  | Oberwiera                                                                      | Glauchau                                                                       |
| 01.07.1950 | Breitenbach Dittrich | Eingliederung                                                                  | Pfaffroda                                                                      | Glauchau                                                                       |
| 01.07.1950 | Oberdorf Wünschendorf | Eingliederung                                                                  | Tettau                                                                         | Glauchau                                                                       |
| 01.07.1950 | Niederarnsdorf | Eingliederung                                                                  | Ziegelheim                                                                     | Glauchau                                                                       |
| 01.07.1950 | Denkwitz Serka | Eingliederung                                                                  | Cannewitz                                                                      | Grimma                                                                         |
| 01.07.1950 | Möseln | Eingliederung                                                                  | Colditz                                                                        | Grimma                                                                         |
| 01.07.1950 | Skoplau | Eingliederung                                                                  | Commichau                                                                      | Grimma                                                                         |
| 01.07.1950 | Raschütz | Eingliederung                                                                  | Erlbach                                                                        | Grimma                                                                         |
| 01.07.1950 | Kleinbothen Scheddel | Eingliederung                                                                  | Großbothen                                                                     | Grimma                                                                         |
| 01.07.1950 | Löbschütz | Eingliederung                                                                  | Grottewitz                                                                     | Grimma                                                                         |
| 01.07.1950 | Watzwitzsch | Eingliederung                                                                  | Hohburg                                                                        | Grimma                                                                         |
| 01.07.1950 | Streuben Trebelshain | Eingliederung                                                                  | Kühren                                                                         | Grimma                                                                         |
| 01.01.1952 | Erdmannshain | Eingliederung                                                                  | Naunhof                                                                        | Grimma                                                                         |
| 01.07.1950 | Bach Rothersdorf Walzig | Eingliederung                                                                  | Pausitz                                                                        | Grimma                                                                         |
| 01.07.1950 | Haubitz | Eingliederung                                                                  | Pöhsig                                                                         | Grimma                                                                         |
| 01.07.1950 | Naundorf | Eingliederung                                                                  | Schkortitz                                                                     | Grimma                                                                         |
| 01.07.1950 | Zschetzsch | Eingliederung                                                                  | Schönbach                                                                      | Grimma                                                                         |
| 01.07.1950 | Bennewitz | Eingliederung                                                                  | Wurzen                                                                         | Grimma                                                                         |
| 01.07.1950 | Dehnitz Nischwitz Roitzsch | Eingliederung                                                                  | Wurzen                                                                         | Grimma                                                                         |
| 01.07.1950 | Draschwitz Nauberg | Eingliederung                                                                  | Zschoppach                                                                     | Grimma                                                                         |
| 01.07.1950 | Böhla b. Geißlitz Geißlitz | Eingliederung                                                                  | Baßlitz                                                                        | Großenhain                                                                     |
| 01.07.1950 | Ermendorf Hohndorf | Eingliederung                                                                  | Beiersdorf                                                                     | Großenhain                                                                     |
| 01.07.1950 | Porschütz | Eingliederung                                                                  | Blattersleben                                                                  | Großenhain                                                                     |
| 01.07.1950 | Kleinraschütz | Eingliederung                                                                  | Großenhain                                                                     | Großenhain                                                                     |
| 01.07.1950 | Mühlbach | Eingliederung                                                                  | Lampertswalde                                                                  | Großenhain                                                                     |
| 01.07.1950 | Naundörfchen | Eingliederung                                                                  | Leckwitz                                                                       | Großenhain                                                                     |
| 01.07.1950 | Altleis | Eingliederung                                                                  | Nauleis                                                                        | Großenhain                                                                     |
| 01.07.1950 | Marksiedlitz | Eingliederung                                                                  | Radewitz                                                                       | Großenhain                                                                     |
| 01.07.1950 | Pausitz Poppitz | Eingliederung                                                                  | Riesa                                                                          | Großenhain                                                                     |
| 01.07.1950 | Niederrödern Oberrödern | Zusammenschluss                                                                | Rödern                                                                         | Großenhain                                                                     |
| 01.07.1950 | Liega | Eingliederung                                                                  | Schönfeld                                                                      | Großenhain                                                                     |
| 01.07.1950 | Lötzschen Welzande | Eingliederung                                                                  | Thiendorf                                                                      | Großenhain                                                                     |
| 01.07.1950 | Döschütz | Eingliederung                                                                  | Zottewitz                                                                      | Großenhain                                                                     |
| 01.07.1950 | Roda | Eingliederung                                                                  | Zschaiten                                                                      | Großenhain                                                                     |
| 01.07.1950 | Michalken | Eingliederung                                                                  | Bröthen                                                                        | Hoyerswerda                                                                    |
| 01.07.1950 | Rachlau | Eingliederung                                                                  | Hoske                                                                          | Hoyerswerda                                                                    |
| 01.07.1950 | Saalau | Eingliederung                                                                  | Kotten                                                                         | Hoyerswerda                                                                    |
| 01.07.1950 | Liebegast | Eingliederung                                                                  | Sollschwitz                                                                    | Hoyerswerda                                                                    |
| 01.07.1950 | Bretnig Hauswalde | Zusammenschluss                                                                | Bretnig-Hauswalde                                                              | Kamenz                                                                         |
| 01.07.1950 | Kriepitz Ländchen Wohla | Eingliederung                                                                  | Elstra                                                                         | Kamenz                                                                         |
| 01.07.1950 | Niederlichtenau | Eingliederung                                                                  | Oberlichtenau                                                                  | Kamenz                                                                         |
| 01.07.1950 | Neustädtel | Eingliederung                                                                  | Ostro                                                                          | Kamenz                                                                         |
| 01.07.1950 | Gödlau Kindisch | Eingliederung                                                                  | Rauschwitz                                                                     | Kamenz                                                                         |
| 01.07.1950 | Niedersteina Obersteina | Zusammenschluss                                                                | Steina                                                                         | Kamenz                                                                         |
| 01.07.1950 | Albersdorf | Eingliederung                                                                  | Göhrenz                                                                        | Leipzig                                                                        |
| 01.07.1950 | Rödgen | Eingliederung                                                                  | Störmthal                                                                      | Leipzig                                                                        |
| 01.07.1950 | Niederstrahwalde Oberstrahwalde | Zusammenschluss                                                                | Strahwalde                                                                     | Löbau                                                                          |
| 01.07.1950 | Kleinneuschönberg Niederneuschönberg Oberneuschönberg                                                                                | Eingliederung                                                                  | Olbernhau                                                                      | Marienberg                                                                     |
| 01.07.1950 | Burkersdorf b. Nossen | Eingliederung                                                                  | Bieberstein                                                                    | Meißen                                                                         |
| 01.07.1950 | Reichenbach OT Spittewitz | Umgliederung                                                                   | Bockwen                                                                        | Meißen                                                                         |
| 01.07.1950 | Groitzsch Schmiedewalde | Eingliederung                                                                  | Burkhardswalde                                                                 | Meißen                                                                         |
| 01.07.1950 | Brockwitz Sörnewitz | Eingliederung                                                                  | Coswig                                                                         | Meißen                                                                         |
| 01.07.1950 | Naundörfel | Eingliederung                                                                  | Diera                                                                          | Meißen                                                                         |
| 01.07.1950 | Robschütz | Eingliederung                                                                  | Garsebach                                                                      | Meißen                                                                         |
| 01.07.1950 | Wildberg | Eingliederung                                                                  | Gauernitz                                                                      | Meißen                                                                         |
| 01.07.1950 | Sachsdorf | Eingliederung                                                                  | Klipphausen                                                                    | Meißen                                                                         |
| 01.07.1950 | Birkenhain | Eingliederung                                                                  | Limbach                                                                        | Meißen                                                                         |
| 01.07.1950 | Dobritz | Eingliederung                                                                  | Meißen                                                                         | Meißen                                                                         |
| 01.07.1950 | Steinbach | Eingliederung                                                                  | Neukirchen                                                                     | Meißen                                                                         |
| 01.07.1950 | Oberau | Eingliederung                                                                  | Niederau                                                                       | Meißen                                                                         |
| 01.07.1950 | Golk Löbsal | Eingliederung                                                                  | Nieschütz                                                                      | Meißen                                                                         |
| 01.07.1950 | Batzdorf Naustadt Reichenbach Riemsdorf                                                                                              | Eingliederung                                                                  | Scharfenberg                                                                   | Meißen                                                                         |
| 01.07.1950 | Pröda | Eingliederung                                                                  | Schleinitz                                                                     | Meißen                                                                         |
| 01.07.1950 | Lampersdorf Lotzen | Eingliederung                                                                  | Sora                                                                           | Meißen                                                                         |
| 01.07.1950 | Seeligstadt Ullendorf | Eingliederung                                                                  | Taubenheim                                                                     | Meißen                                                                         |
| 01.07.1950 | Roitzsch Steinbach | Eingliederung                                                                  | Unkersdorf                                                                     | Meißen                                                                         |
| 01.07.1950 | Kleinschönberg | Eingliederung                                                                  | Weistropp                                                                      | Meißen                                                                         |
| 01.07.1950 | Köbeln | Eingliederung                                                                  | Bad Muskau                                                                     | Niesky                                                                         |
| 01.07.1950 | Zentendorf | Eingliederung                                                                  | Deschka                                                                        | Niesky                                                                         |
| 01.07.1950 | Biesig | Eingliederung                                                                  | Dittmannsdorf                                                                  | Niesky                                                                         |
| 01.07.1950 | Reichendorf | Eingliederung                                                                  | Jänkendorf                                                                     | Niesky                                                                         |
| 01.07.1950 | Podrosche Werdeck | Eingliederung                                                                  | Klein Priebus                                                                  | Niesky                                                                         |
| 01.07.1950 | Liebstein | Eingliederung                                                                  | Kunnersdorf                                                                    | Niesky                                                                         |
| 01.07.1950 | Nieder Ludwigsdorf Ober Ludwigsdorf Ober-Neundorf                                                                                    | Zusammenschluss                                                                | Ludwigsdorf                                                                    | Niesky                                                                         |
| 01.07.1950 | Horscha | Eingliederung                                                                  | Petershain                                                                     | Niesky                                                                         |
| 01.07.1950 | Neuhammer | Eingliederung                                                                  | Rietschen                                                                      | Niesky                                                                         |
| 01.07.1950 | Arnsgrün Freiberg Jugelsburg Remtengrün                                                                                              | Eingliederung                                                                  | Adorf                                                                          | Oelsnitz                                                                       |
| 01.07.1950 | Obergettengrün Untergettengrün | Zusammenschluss                                                                | Gettengrün                                                                     | Oelsnitz                                                                       |
| 01.07.1950 | Bärendorf | Eingliederung                                                                  | Hohendorf                                                                      | Oelsnitz                                                                       |
| 01.07.1950 | Schönlind Siebenbrunn | Eingliederung                                                                  | Markneukirchen                                                                 | Oelsnitz                                                                       |
| 01.07.1950 | Görnitz Lauterbach Raasdorf Untermarxgrün                                                                                            | Eingliederung                                                                  | Oelsnitz/Vogtl.                                                                | Oelsnitz                                                                       |
| 01.07.1950 | Gürth | Eingliederung                                                                  | Raun                                                                           | Oelsnitz                                                                       |
| 01.07.1950 | Eschenbach | Eingliederung                                                                  | Schöneck/Vogtl.                                                                | Oelsnitz                                                                       |
| 01.07.1950 | Pabstleithen | Eingliederung                                                                  | Tiefenbrunn                                                                    | Oelsnitz                                                                       |
| 01.07.1950 | Brotenfeld | Eingliederung                                                                  | Tirpersdorf                                                                    | Oelsnitz                                                                       |
| 01.07.1950 | Willitzgrün | Eingliederung                                                                  | Tirschendorf                                                                   | Oelsnitz                                                                       |
| 01.07.1950 | Obertriebel Untertriebel | Zusammenschluss                                                                | Triebel/Vogtl.                                                                 | Oelsnitz                                                                       |
| 01.07.1950 | Troschenreuth | Eingliederung                                                                  | Wiedersberg                                                                    | Oelsnitz                                                                       |
| 01.07.1950 | Grubnitz Hahnefeld Regewitz | Eingliederung                                                                  | Bloßwitz                                                                       | Oschatz                                                                        |
| 01.07.1950 | Bornitz Wadewitz | Eingliederung                                                                  | Borna                                                                          | Oschatz                                                                        |
| 01.07.1950 | Zeuckritz | Eingliederung                                                                  | Bucha                                                                          | Oschatz                                                                        |
| 01.07.1950 | Kleinböhla | Eingliederung                                                                  | Großböhla                                                                      | Oschatz                                                                        |
| 01.07.1950 | Salbitz | Eingliederung                                                                  | Hof                                                                            | Oschatz                                                                        |
| 01.07.1950 | Gastewitz Stennschütz Zeicha | Eingliederung                                                                  | Hohenwussen                                                                    | Oschatz                                                                        |
| 01.07.1950 | Obersteina | Eingliederung                                                                  | Kiebitz                                                                        | Oschatz                                                                        |
| 01.07.1950 | Klötitz | Eingliederung                                                                  | Laas                                                                           | Oschatz                                                                        |
| 01.07.1950 | Sahlassan | Eingliederung                                                                  | Leckwitz                                                                       | Oschatz                                                                        |
| 01.07.1950 | Zöschau | Eingliederung                                                                  | Lonnewitz                                                                      | Oschatz                                                                        |
| 01.07.1950 | Seelitz | Eingliederung                                                                  | Nebitzschen                                                                    | Oschatz                                                                        |
| 01.07.1950 | Mahris | Eingliederung                                                                  | Niedergoseln                                                                   | Oschatz                                                                        |
| 01.07.1950 | Pommlitz | Namensänderung                                                                 | Querbitzsch                                                                    | Oschatz                                                                        |
| 01.07.1950 | Altoschatz Striesa | Eingliederung                                                                  | Oschatz                                                                        | Oschatz                                                                        |
| 01.07.1950 | Nasenberg | Eingliederung                                                                  | Raitzen                                                                        | Oschatz                                                                        |
| 01.07.1950 | Mannschatz | Eingliederung                                                                  | Schmorkau                                                                      | Oschatz                                                                        |
| 01.07.1950 | Sömnitz | Eingliederung                                                                  | Schrebitz                                                                      | Oschatz                                                                        |
| 01.07.1950 | Wetitz | Eingliederung                                                                  | Schweta                                                                        | Oschatz                                                                        |
| 01.07.1950 | Görzig | Eingliederung                                                                  | Strehla                                                                        | Oschatz                                                                        |
| 01.07.1950 | Leisnitz | Eingliederung                                                                  | Wellerswalde                                                                   | Oschatz                                                                        |
| 01.07.1950 | Reckwitz | Eingliederung                                                                  | Wermsdorf                                                                      | Oschatz                                                                        |
| 01.07.1950 | Niederottendorf Oberottendorf | Eingliederung                                                                  | Berthelsdorf                                                                   | Pirna                                                                          |
| 01.07.1950 | Burgstädtel | Eingliederung                                                                  | Borthen                                                                        | Pirna                                                                          |
| 01.07.1950 | Großcotta Kleincotta | Zusammenschluss                                                                | Cotta                                                                          | Pirna                                                                          |
| 01.07.1950 | Bosewitz Sürßen Tronitz | Eingliederung                                                                  | Gorknitz                                                                       | Pirna                                                                          |
| 01.07.1950 | Biensdorf | Eingliederung                                                                  | Großröhrsdorf                                                                  | Pirna                                                                          |
| 01.07.1950 | Wölkau | Eingliederung                                                                  | Heidenau                                                                       | Pirna                                                                          |
| 01.07.1950 | Mühlsdorf | Eingliederung                                                                  | Lohmen                                                                         | Pirna                                                                          |
| 01.07.1950 | Cunnersdorf Mockethal Zatzschke | Eingliederung                                                                  | Pirna                                                                          | Pirna                                                                          |
| 01.07.1950 | Liebau | Eingliederung                                                                  | Ruppertsgrün                                                                   | Plauen                                                                         |
| 01.07.1950 | Steins | Eingliederung                                                                  | Schwand                                                                        | Plauen                                                                         |
| 01.07.1950 | Amtshainersdorf Hertigswalde | Eingliederung                                                                  | Sebnitz                                                                        | Pirna                                                                          |
| 01.07.1950 | Altstadt | Eingliederung                                                                  | Stolpen                                                                        | Pirna                                                                          |
| 01.07.1950 | Oberweischlitz | Eingliederung                                                                  | Weischlitz                                                                     | Plauen                                                                         |
| 01.07.1950 | Dittmannsdorf Hermsdorf | Eingliederung                                                                  | Aitzendorf                                                                     | Rochlitz                                                                       |
| 01.07.1950 | Wittgendorf | Eingliederung                                                                  | Breitenborn                                                                    | Rochlitz                                                                       |
| 01.07.1950 | Linda Meusdorf | Eingliederung                                                                  | Jahnshain                                                                      | Rochlitz                                                                       |
| 01.07.1950 | Doberenz Weißbach | Eingliederung                                                                  | Königsfeld                                                                     | Rochlitz                                                                       |
| 01.07.1950 | Stollsdorf | Eingliederung                                                                  | Köttwitzsch                                                                    | Rochlitz                                                                       |
| 01.07.1950 | Göppersdorf Meusen | Eingliederung                                                                  | Nöbeln                                                                         | Rochlitz                                                                       |
| 01.07.1950 | Stöbnig | Eingliederung                                                                  | Penna                                                                          | Rochlitz                                                                       |
| 01.07.1950 | Poppitz | Eingliederung                                                                  | Rochlitz                                                                       | Rochlitz                                                                       |
| 01.07.1950 | Niederrossau Oberrossau Weinsdorf | Zusammenschluss                                                                | Rossau                                                                         | Rochlitz                                                                       |
| 01.07.1950 | Gröblitz Pürsten | Eingliederung                                                                  | Seelitz                                                                        | Rochlitz                                                                       |
| 01.07.1950 | Köttern Zschaagwitz | Eingliederung                                                                  | Spernsdorf                                                                     | Rochlitz                                                                       |
| 01.07.1950 | Biesern Fischheim Seebitzschen Sörnzig Zaßnitz                                                                                       | Eingliederung                                                                  | Steudten                                                                       | Rochlitz                                                                       |
| 01.07.1950 | Herrnsdorf | Eingliederung                                                                  | Uhlsdorf                                                                       | Rochlitz                                                                       |
| 01.07.1950 | Niedersteinbach Obersteinbach | Eingliederung                                                                  | Wernsdorf                                                                      | Rochlitz                                                                       |
| 01.07.1950 | Städten | Eingliederung                                                                  | Zetteritz                                                                      | Rochlitz                                                                       |
| 01.07.1950 | Cassewitz Methau | Eingliederung                                                                  | Zettlitz                                                                       | Rochlitz                                                                       |
| 01.07.1950 | Rosenthal | Eingliederung                                                                  | Hirschfelde                                                                    | Zittau                                                                         |
| 01.07.1950 | Marienthal | Eingliederung                                                                  | Ostritz                                                                        | Zittau                                                                         |
| 01.07.1950 | Burkersdorf | Eingliederung                                                                  | Schlegel                                                                       | Zittau                                                                         |
| 01.07.1950 | Rußdorf | Eingliederung                                                                  | Blankenhain                                                                    | Zwickau                                                                        |
| 01.07.1950 | Frankenhausen Gablenz Rudelswalde | Eingliederung                                                                  | Crimmitschau                                                                   | Zwickau                                                                        |
| 01.07.1950 | Oberschindmaas | Eingliederung                                                                  | Dennheritz                                                                     | Zwickau                                                                        |
| 01.07.1950 | Voigtsgrün | Eingliederung                                                                  | Hirschfeld                                                                     | Zwickau                                                                        |
| 01.07.1950 | Schweinsburg | Eingliederung                                                                  | Neukirchen/Pleiße                                                              | Zwickau                                                                        |
| 01.07.1950 | Oberneumark | Eingliederung                                                                  | Neumark                                                                        | Zwickau                                                                        |
| 01.09.1950 | Leulitz | Eingliederung                                                                  | Altenbach                                                                      | Grimma                                                                         |
| 30.09.1950 | Adelsdorf | Namensänderung                                                                 | Dorf der Jugend                                                                | Großenhain                                                                     |
| 01.03.1951 | Oelsitz | Eingliederung                                                                  | Nickritz                                                                       | Großenhain                                                                     |
| 01.03.1951 | Kobeln Pahrenz | Eingliederung                                                                  | Prausitz                                                                       | Großenhain                                                                     |
| 01.10.1951 | Groß Biesnitz Klein Biesnitz | Eingliederung                                                                  | Görlitz                                                                        | –                                                                              |
| 17.12.1951 | Kreisneugliederung 28 Landkreise, 6 Stadtkreise → 29 Landkreise, 8 Stadtkreise                                                       | Kreisneugliederung 28 Landkreise, 6 Stadtkreise → 29 Landkreise, 8 Stadtkreise | Kreisneugliederung 28 Landkreise, 6 Stadtkreise → 29 Landkreise, 8 Stadtkreise | Kreisneugliederung 28 Landkreise, 6 Stadtkreise → 29 Landkreise, 8 Stadtkreise |
| 17.12.1951 | Griesbach Lindenau Niederschlema Oberschlema                                                                                         | Eingliederung                                                                  | Schneeberg                                                                     | –                                                                              |
| 01.01.1952 | Mitteldorf | Eingliederung                                                                  | Stollberg/Erzgeb.                                                              | Chemnitz                                                                       |
| 01.01.1952 | Tautendorf | Eingliederung                                                                  | Brösen                                                                         | Döbeln                                                                         |
| 01.01.1952 | Auterwitz | Eingliederung                                                                  | Dürrweitzschen                                                                 | Döbeln                                                                         |
| 01.01.1952 | Neudörfchen | Eingliederung                                                                  | Kieselbach                                                                     | Döbeln                                                                         |
| 01.01.1952 | Queckhain | Eingliederung                                                                  | Minkwitz                                                                       | Döbeln                                                                         |
| 01.01.1952 | Schallhausen | Eingliederung                                                                  | Simselwitz                                                                     | Döbeln                                                                         |
| 01.01.1952 | Beiersdorf | Eingliederung                                                                  | Naunhof                                                                        | Döbeln                                                                         |
| 01.01.1952 | Ullrichsberg | Eingliederung                                                                  | Roßwein                                                                        | Döbeln                                                                         |
| 01.01.1952 | Meuselwitz | Eingliederung                                                                  | Bockwitz                                                                       | Grimma                                                                         |
| 01.01.1952 | Mühlbach | Eingliederung                                                                  | Burkartshain                                                                   | Grimma                                                                         |
| 01.01.1952 | Wetteritz | Eingliederung                                                                  | Göttwitz                                                                       | Grimma                                                                         |
| 01.01.1952 | Hohnstädt | Eingliederung                                                                  | Grimma                                                                         | Grimma                                                                         |
| 01.01.1952 | Zaschwitz | Eingliederung                                                                  | Grottewitz                                                                     | Grimma                                                                         |
| 01.01.1952 | Zschorna | Eingliederung                                                                  | Lüptitz                                                                        | Grimma                                                                         |
| 01.01.1952 | Gornewitz | Eingliederung                                                                  | Nerchau                                                                        | Grimma                                                                         |
| 01.01.1952 | Gastewitz Jeesewitz Köllmichen | Eingliederung                                                                  | Prösitz                                                                        | Grimma                                                                         |
| 01.01.1952 | Zeunitz | Eingliederung                                                                  | Schkortitz                                                                     | Grimma                                                                         |
| 01.01.1952 | Seupahn | Eingliederung                                                                  | Schwarzbach                                                                    | Grimma                                                                         |
| 01.01.1952 | Erlin Podelwitz | Eingliederung                                                                  | Tanndorf                                                                       | Grimma                                                                         |
| 01.01.1952 | Diesbar Seußlitz | Zusammenschluss                                                                | Diesbar-Seußlitz                                                               | Großenhain                                                                     |
| 01.01.1952 | Kleindalzig Tellschütz | Eingliederung                                                                  | Großdalzig                                                                     | Leipzig                                                                        |
| 01.01.1952 | Niederelsdorf Oberelsdorf | Zusammenschluss                                                                | Elsdorf                                                                        | Rochlitz                                                                       |
| 01.01.1952 | Großmilkau Kleinmilkau Schönfeld | Zusammenschluss                                                                | Milkau                                                                         | Rochlitz                                                                       |
| 01.01.1952 | Falkenhain | Eingliederung                                                                  | Ringethal                                                                      | Rochlitz                                                                       |
| 01.04.1952 | Lenkersdorf | Eingliederung                                                                  | Zwönitz                                                                        | Aue                                                                            |
| 25.07.1952 | Auflösung des Landes | Auflösung des Landes                                                           | Auflösung des Landes                                                           | Auflösung des Landes                                                           |